# تنظيم القاعدة في اليمن
تنظيم القاعدة في اليمن كان يُعرف سابقًا باسم Al‑Qaeda in Yemen (AQY) خلال فترتين: الأولى بين 1998–2003، والثانية بين 2006–2009، ثم اندمج في يناير 2009 مع فرع السعودية لتشكيل تنظيم القاعدة في جزيرة العرب (AQAP) .

## النشأة والخلفية
بعد الحملة الأمنية السعودية ضد القاعدة في أوائل الألفينات، فرّ عدد من عناصر التنظيم إلى اليمن.
في يناير 2009، أعلن تنظيم القاعدة توحيد عناصره في السعودية واليمن تحت مسمى: "تنظيم القاعدة في جزيرة العرب" بقيادة اليمني ناصر الوحيشي (سكرتير سابق لأسامة بن لادن).

## التنظيمات المتفرعة
- تنظيم القاعدة في جزيرة العرب
  - أنصار الشريعة
    - ولاية عدن أبين (مبايع لداعش)